# خمانية
الفصيلة الخمانية أو البَلَسانية أو المعزية الورق أو الخمانيات أو البلسانيات (باللاتينية: Caprifoliaceae) فصيلة نباتية تتبع رتبة من طائفة ثنائيات الفلقة. تضم الفصيلة حوالي 800 نوع من النباتات، معظمها متسلقة أو جنبات من أشهرها العسلة. كانت كثير من نباتات هذه الفصيلة موضع خلاف تصنيفي تم حسمه مؤخراً.

## التصنيف
- أسرة النارديناوات
  - القبيلة النارديناوية
    - الناردين
    - الناردين الصغير
- القبيلة الممشقاوية
  - الممشقة
- القبيلة اللينياوية
  - حب الثلج
- القبيلة العسلاوية